# Psybient
Psybient, também conhecido como "Psychill", é um gênero de música eletrônica que combina elementos de trance psicodélico, New Age e chillout. Muitos projetos de psybient também incorporam outros estilos como o glitch, dub e influências da Música do mundo. A maioria das canções psicogênicas são baseadas em eletrônicos, mas também podem incluir tons orgânicos. As peças de Psybient geralmente são estruturadas em torno do conceito de criar uma "viagem sonora" ou "jornada musical". As canções de Psybient raramente têm letras, mas às vezes usam trechos de diálogos ou vozes para provocar uma atmosfera ainda mais alucinógena no ouvinte. Alguns artistas de Psybient incluem Shpongle, Entheogenic, Bluetech, Shulman, Kick Bong, The London Vampire Panic, The Mystifying Oracle e Younger Brother.

## Projetos de Psybient
- Abakus
- Aedem
- Aes Dana
- A.e.r.o.
- Alexander Daf
- Androcell
- AstroPilot
- Asura
- Banco De Gaia
- Bluetech
- Celtic Cross
- E-Mantra
- Entheogenic
- H.U.V.A. Network
- Ishq
- Mystical Sun
- Open System
- Shulman
- Solar Fields
- Shpongle

## Popularidade
O Psybient é um gênero musical extremamente impopular. O material "Mainstream" é popular porque os círculos de elite, como os principais rótulos ou a VEVO, aplicam técnicas de marketing com o objetivo de maximizar o lucro (o que implica obter o maior público possível). Assim como outros gêneros, o psybient não recebe tanta atenção dos meios de comunicação ou das grandes gravadoras, a maioria de seus produtores são independentes. Há também um interesse dos produtores do gênero em manter o Psybient em uma categoria reservada e "underground". No entanto, a força desses grupos é um catalisador para criar grupos de afinidade, que são diferenciados da massa (o que significa respostas neurais e químicas ao seu meio ambiente) entre pessoas de mentalidade semelhante que podem encontrar um forte senso de identidade ao juntar uma minoria, daí o apego a um nicho desconhecido é grandemente aprimorado. 